# Dolichopus ornatipennis
Dolichopus ornatipennis är en tvåvingeart som beskrevs av Van Duzee 1921. Dolichopus ornatipennis ingår i släktet Dolichopus och familjen styltflugor. Inga underarter finns listade i Catalogue of Life.